# 堀田一郎
堀田 一郎（ほりた いちろう、1974年4月18日 - ）は、北海道広尾郡広尾町出身の元プロ野球選手（外野手）。

## 経歴

### プロ入り前
北海高校時代、夏の甲子園に出場。
中央大学では4年間二部リーグであったが主将として、4年春に東都大学リーグ二部三冠王に輝く。また、4年時には東都大学リーグのプロ・アマ交流戦に出場し、安打を放つ。
1996年のドラフト6位で読売ジャイアンツへ入団。

### 巨人時代
走攻守3拍子揃った選手として注目され、細身の体型ながら打撃はパンチ力があり、1998年にはフレッシュオールスターゲーム出場果たすも、一軍ではなかなか結果を残せなかった。二軍では2002年に本塁打王、2003年に首位打者に輝くなど毎年のように本塁打、盗塁は常に上位に名を連ねた。
2003年5月5日の対広島東洋カープ戦で、プロ入り初本塁打を高橋建から東京ドームのバックスクリーンへ放ち、感極まりベンチ裏で号泣した。堀内恒夫監督時代（2004 - 2005年）は主に試合終盤での代走や守備固めで出場し、手薄な外野陣を走守面でカバーするなど活躍した。
2004年9月23日の横浜ベイスターズ戦で守備固めとして途中出場でライトを守った。9回2死となり河野友軌の打球をスライディングキャッチを試みるも打球を弾き3塁まで進塁させると、続く多村仁の打球も浅めのライトフライをゆっくりバックして落下点に入ったが、今度は慌てて前に出てきて打球はワンバウンドし、態勢が崩れた堀田は打球を見失い、多村は全力疾走で三塁へ到達した。普通なら試合終了になっている2本のライト・堀田へのフライはいずれも薄暮に加え、風もあったことで捕球できなかった。これで後1人で試合終了という流れから横浜に流れが傾く。その後勢いづいた横浜打線は金城龍彦の打球が一塁手の清原和博の目に照明の光が入り捕球できずに後逸するラッキーなヒットなどで繋がり、2死1・2塁から相川亮二の逆転サヨナラタイムリーが飛び出して巨人は敗れてしまった。
2006年シーズン終了後に現役を引退。同年10月15日、神宮球場でのヤクルトスワローズ戦で、山部太投手の引退登板に代打で打席に立ったが、この打席が現役最後の打席となった（結果は三振）。なお、堀田はプロ初安打を山部から打っている。引退会見では球団職員に就職した実弟に記念の花束を渡され、複雑な苦笑いを浮かべながら現役を退いた。

### 引退後
引退後は、球団職員となり2019年まで運営部長を務め、2020年からは一軍マネジャー、2022年からは総務本部副本部長兼運営部長兼チーム戦略室長を歴任している。

## 詳細情報

### 年度別打撃成績
| 年 度      | 球 団      | 試 合 | 打 席 | 打 数 | 得 点 | 安 打 | 二 塁 打 | 三 塁 打 | 本 塁 打 | 塁 打 | 打 点 | 盗 塁 | 盗 塁 死 | 犠 打 | 犠 飛 | 四 球 | 敬 遠 | 死 球 | 三 振 | 併 殺 打 | 打 率 | 出 塁 率 | 長 打 率 | O P S |
| ---------- | ---------- | ----- | ----- | ----- | ----- | ----- | -------- | -------- | -------- | ----- | ----- | ----- | -------- | ----- | ----- | ----- | ----- | ----- | ----- | -------- | ----- | -------- | -------- | ----- |
| 1997       | 巨人       | 29    | 26    | 24    | 4     | 4     | 0        | 0        | 0        | 4     | 0     | 0     | 0        | 1     | 0     | 1     | 0     | 0     | 8     | 0        | .167  | .200     | .167     | .367  |
| 1998       | 巨人       | 19    | 10    | 8     | 2     | 2     | 0        | 0        | 0        | 2     | 0     | 1     | 2        | 1     | 0     | 1     | 0     | 0     | 1     | 1        | .250  | .333     | .250     | .583  |
| 1999       | 巨人       | 11    | 3     | 3     | 1     | 0     | 0        | 0        | 0        | 0     | 0     | 0     | 0        | 0     | 0     | 0     | 0     | 0     | 0     | 0        | .000  | .000     | .000     | .000  |
| 2000       | 巨人       | 13    | 10    | 9     | 3     | 3     | 1        | 1        | 0        | 6     | 1     | 0     | 0        | 0     | 0     | 1     | 0     | 0     | 2     | 0        | .333  | .400     | .667     | 1.067 |
| 2001       | 巨人       | 35    | 12    | 9     | 6     | 0     | 0        | 0        | 0        | 0     | 0     | 0     | 0        | 0     | 0     | 2     | 0     | 1     | 7     | 0        | .000  | .250     | .000     | .250  |
| 2002       | 巨人       | 16    | 17    | 17    | 3     | 2     | 2        | 0        | 0        | 4     | 2     | 0     | 0        | 0     | 0     | 0     | 0     | 0     | 4     | 1        | .118  | .118     | .235     | .353  |
| 2003       | 巨人       | 17    | 20    | 20    | 3     | 2     | 0        | 0        | 1        | 5     | 1     | 2     | 0        | 0     | 0     | 0     | 0     | 0     | 8     | 0        | .100  | .100     | .250     | .350  |
| 2004       | 巨人       | 24    | 56    | 50    | 6     | 13    | 3        | 1        | 3        | 27    | 8     | 0     | 0        | 2     | 0     | 4     | 0     | 0     | 12    | 0        | .260  | .315     | .540     | .855  |
| 2005       | 巨人       | 71    | 74    | 64    | 11    | 16    | 1        | 0        | 0        | 17    | 6     | 2     | 1        | 2     | 1     | 2     | 0     | 5     | 17    | 0        | .250  | .319     | .266     | .585  |
| 2006       | 巨人       | 8     | 11    | 11    | 0     | 1     | 1        | 0        | 0        | 2     | 0     | 0     | 0        | 0     | 0     | 0     | 0     | 0     | 2     | 0        | .091  | .091     | .182     | .273  |
| 通算：10年 | 通算：10年 | 243   | 239   | 215   | 39    | 43    | 8        | 2        | 4        | 67    | 18    | 5     | 3        | 6     | 1     | 11    | 0     | 6     | 61    | 2        | .200  | .258     | .312     | .570  |

### 記録
- 初出場・初打席：1997年4月29日、対阪神タイガース4回戦（東京ドーム）、6回裏に河野博文の代打として出場
- 初安打：1997年8月28日、対ヤクルトスワローズ23回戦（明治神宮野球場）、9回表に山部太から左前安打
- 初先発出場：1997年9月20日、対広島東洋カープ24回戦（広島市民球場）、7番・左翼手として先発出場
- 初盗塁：1998年9月23日、対広島東洋カープ24回戦（広島市民球場）、7回表に二盗（投手：菊地原毅、捕手：田村恵）
- 初打点：2000年7月20日、対阪神タイガース19回戦（阪神甲子園球場）、9回表に遠山奬志から右中間へ適時三塁打
- 初本塁打：2003年5月5日、対広島東洋カープ7回戦（東京ドーム）、3回裏に高橋建から右中間へ先制ソロ

### 背番号
- 61 （1997年 - 2000年）
- 44 （2001年 - 2006年）